# Río Traun
El río Traun [ˈtʀaʊ̯n]ⓘ posee una longitud de 153 km y se encuentra en la Alta Austria, Austria. Nace en los Alpes de Salzkammergut y corre a través del lago Hallstätter See y más al norte del Traunsee. Es un afluente del Danubio por su ribera derecha, con el que se encuentra en la ciudad de Linz. Otras ciudades por las cuales pasa son Bad Ischl, Gmunden, Wels y Traun. En su curso inferior se encuentran centrales hidroeléctricas y de aprovechamiento industrial.